# Тошковский, Панче
Панче Тошковский (макед. Панче Тошковски; род. 14 июня 1982 года, Скопье, Югославия) — македонский политический деятель. В настоящее время он является министром внутренних дел и членом ВМРО-ДПМНЕ. В прошлом он был юристом и советником ВМРО-ДПМНЕ.

## Биография
Родился 14 июня 1982 года в Скопье.
В 2008 году был членом экспертной группы правительства Республики Македония. С октября 2008 года по октябрь 2011 года был советником. С октября 2011 по 2024 год Тошковски работал юристом.
28 января 2024 года Тошковски стал министром внутренних дел в Техническом правительстве Талата Джафери из рядов ВМРО-ДПМНЕ.
С 23 июня 2024 года официально занимает должность министра внутренних дел в кабинете Христиана Мицковского.
16 марта 2025 года в городе Кочани в местном ночном клубе «Pulse» произошёл крупный пожар, повлекший большие человеческие жертвы. По словам Панче Тошковски, его причиной стало неправильное использование пиротехнических средств.